# Lac Pemichangan
Le lac Pemichangan est un plan d'eau douce de la municipalité de Gracefield, dans la municipalité régionale de comté (MRC) La Vallée-de-la-Gatineau, de la région administrative de l'Outaouais, au Québec, au Canada.

## Géographie
Le lac Pemichangan a une superficie de 16,01 km2. Il s'agit d'un lac de forme irrégulière située entre le lac Heney à l'ouest et le lac du Poisson-Blanc à l'est. Il se déverse au nord par un ruisseau de 200 m de long dans le lac des Trente et Un Milles. On y retrouve trois hameau sur ses rives, soit Point Comfort, Kenneville et de Lac-Pemichangan.

## Toponymie
L'hydronyme « lac Pemichangan » est vraisemblablement d'origine algonquine. Depuis 1888, cet hydronyme figure dans des documents cartographiques de la région. Dans son rapport de 1889, l'arpenteur John Johnston fait référence à de bons indices permettant de croire en la présence de riches minéraux sur le territoire environnant le lac. 
Dans son rapport datant également de 1889, Henry O'Sullivan fait référence à un gigantesque feu de forêt qui a dévasté la région. En 1915, la Commission de géographie utilise la graphie « Pemichangan » au lieu de « Penichangan », qui était la forme utilisée à l'époque par certains cartographes. La graphie Lac Mushonga a aussi été utilisée. Ultérieurement les formes Pemichangau et Pemichangaw seront relevées.